# To Be Someone
To Be Someone és una pel·lícula britànica de 2021 vagament relacionada amb la pel·lícula de 1979, Quadrophenia. La pel·lícula és dirigida per Ray Burdis i escrita per Pete Meadows. S'ha doblat i subtitulat al català.
Abans de la pandèmia de la COVID-19, es va anunciar que la pel·lícula s'estrenaria l'abril de 2020. La data d'estrena es va retardar fins al 9 de juliol de 2021 i es va projectar als cinemes.